# Michael Lysander Fremuth
Michael Lysander Fremuth (* 1979 in Bergheim) ist ein deutscher Rechtswissenschaftler und Menschenrechtsexperte. Er ist wissenschaftlicher Direktor des Ludwig-Boltzmann-Instituts für Grund- und Menschenrechte und Professor für Grund- und Menschenrechte an der Universität Wien.

## Biografie
Michael Lysander Fremuth studierte Rechtswissenschaften an der Universität zu Köln. Er absolvierte eine Station im Deutschen Bundestag und war im Anschluss an sein Studium bei der Europäischen Kommission und der Deutschen Vertretung bei den Vereinten Nationen in New York tätig.
2010 wurde Fremuth mit einer Arbeit zur Supranationalität der Europäischen Union promoviert. Die Dissertation wurde mit dem Kölner Universitätspreis für herausragende wissenschaftliche Leistungen ausgezeichnet. 2017 habilitierte er sich mit einer Arbeit zu den Auswirkungen der Globalisierung auf das Konzept von Staatlichkeit und Souveränität. Es folgte die Erteilung der venia legendi für die Fächer Öffentliches Recht einschließlich Allgemeine Staatslehre sowie Völker- und Europarecht.
Fremuths Lehr- und Forschungstätigkeit führte ihn in die USA, nach Russland, Südafrika und in die Türkei. Danach unterrichtete er als Lehrbeauftragter, Lehrstuhlvertreter und Gastprofessor an den Universitäten Bayreuth, Freiburg und Trier sowie der Freien Universität Berlin. Fremuth war Mitbegründer und langjähriger Vorsitzender der Deutschen Gesellschaft für die Vereinten Nationen (DGVN) in Nordrhein-Westfalen, Mitglied im Bundesvorstand der DGVN und hat in der Fachkommission Internationales der deutschen Sektion von Amnesty International mitgearbeitet. Er leitet zudem den Arbeitskreis Flucht- und Migrationsrecht der Deutschen Vereinigung für Internationales Recht.
Seit April 2019 ist Fremuth Professor für Grund- und Menschenrechte am Institut für Staats- und Verwaltungsrecht der Universität Wien sowie wissenschaftlicher Leiter des Ludwig-Boltzmann-Instituts für Grund- und Menschenrechte. Seit 2021 ist Fremuth zudem wissenschaftlicher Leiter des postgradualen Master Programms Human Rights der Universität Wien.

## Publikationen
- mit Stephan Hobe: Europarecht. 9. Auflage. Franz Vahlen, München 2017, ISBN 978-3-8006-5446-8.
- Menschenrechte. Grundlagen und Dokumente. BWV, Berlin 2019, ISBN 978-3-8305-3995-7. (Sonderausgabe der Bundeszentrale für politische Bildung: ISBN 978-3-7425-0511-8)
- Die Europäische Union auf dem Weg in die Supranationalität. Untersuchung der Rechtsnatur der Europäischen Union anhand der polizeilichen und justitiellen Zusammenarbeit in Strafsachen. Lit, Berlin 2010, ISBN 978-3-643-10795-4 (Dissertation).
- Als Mitherausgeber: Glückseligkeit des Drachens. Die Philosophie des Glücks in Bhutan und anderswo. Deutsche Gesellschaft für die Vereinten Nationen – Landesverband Nordrhein-Westfalen, Bonn 2012, ISBN 978-3-00-032197-9.
- Als Mitherausgeber: Für den Frieden gerüstet? Die Vereinten Nationen im Spannungsfeld zwischen staatlicher Souveränität und weltweiter Abrüstung. Deutsche Gesellschaft für die Vereinten Nationen – Landesverband Nordrhein-Westfalen, Bonn 2009, ISBN 978-3-00-026107-7.